# Ola Sandberg
Ola Sandberg, född 23 februari 1977 i Stockholm, är en svensk före detta professionell ishockeyspelare (back).
Hans moderklubb är Nordia HC.

## Extern länk
- Presentation och statistik för Ola Sandberg som spelare  på Elite Prospects.